# Orani João Tempesta
 (mars 2020).
Orani João Tempesta, né le 23 juin 1950 à São José do Rio Pardo (État de São Paulo, Brésil), est un moine cistercien brésilien, actuel archevêque de São Sebastião de Rio de Janeiro depuis le 27 février 2009. Il a été créé cardinal par François en 2014. Il est généralement considéré comme "l'homme de François", actuellement, au Brésil.

## Biographie
Orani Tempesta a fait profession solennelle dans l’Ordre cistercien en 1969 et a été ordonné prêtre pour cet ordre le 7 décembre 1974.
Il a été vice-prieur du monastère de Nossa Senhora de São Bernardo à São José do Rio Pardo de 1974 au 1984. Il est nommé prieur pour le chapitre de la Congrégation à Rome et élevé au rang d'abbé en 1996.

### Évêque
Nommé évêque de Rio Preto, il est consacré le 25 avril 1997 par José de Aquino Pereira, évêque de São José do Rio Preto. Du 24 mars 1999 au 11 décembre 2002, il est aussi administrateur apostolique du diocèse de Claraval (Minas Gerais).
Transféré par le pape Jean-Paul II, le 13 octobre 2004 à l'archidiocèse de Belém do Pará, il y reste jusqu'au 27 février 2009, date à laquelle il est nommé archevêque de São Sebastião do Rio de Janeiro par le pape Benoît XVI. Il est officiellement installé dans son nouvel archidiocèse le 19 avril 2009.
Le dimanche 12 janvier 2014, le pape François annonce au cours de l’Angélus, sa création comme cardinal qui aura lieu le 22 février 2014 en même temps que celle de 18 autres prélats .
Il est nommé membre de la congrégation pour l'évangélisation des peuples le 13 septembre 2014.
Il participe au conclave de 2025 qui élit Léon XIV.

### Devise épiscopale

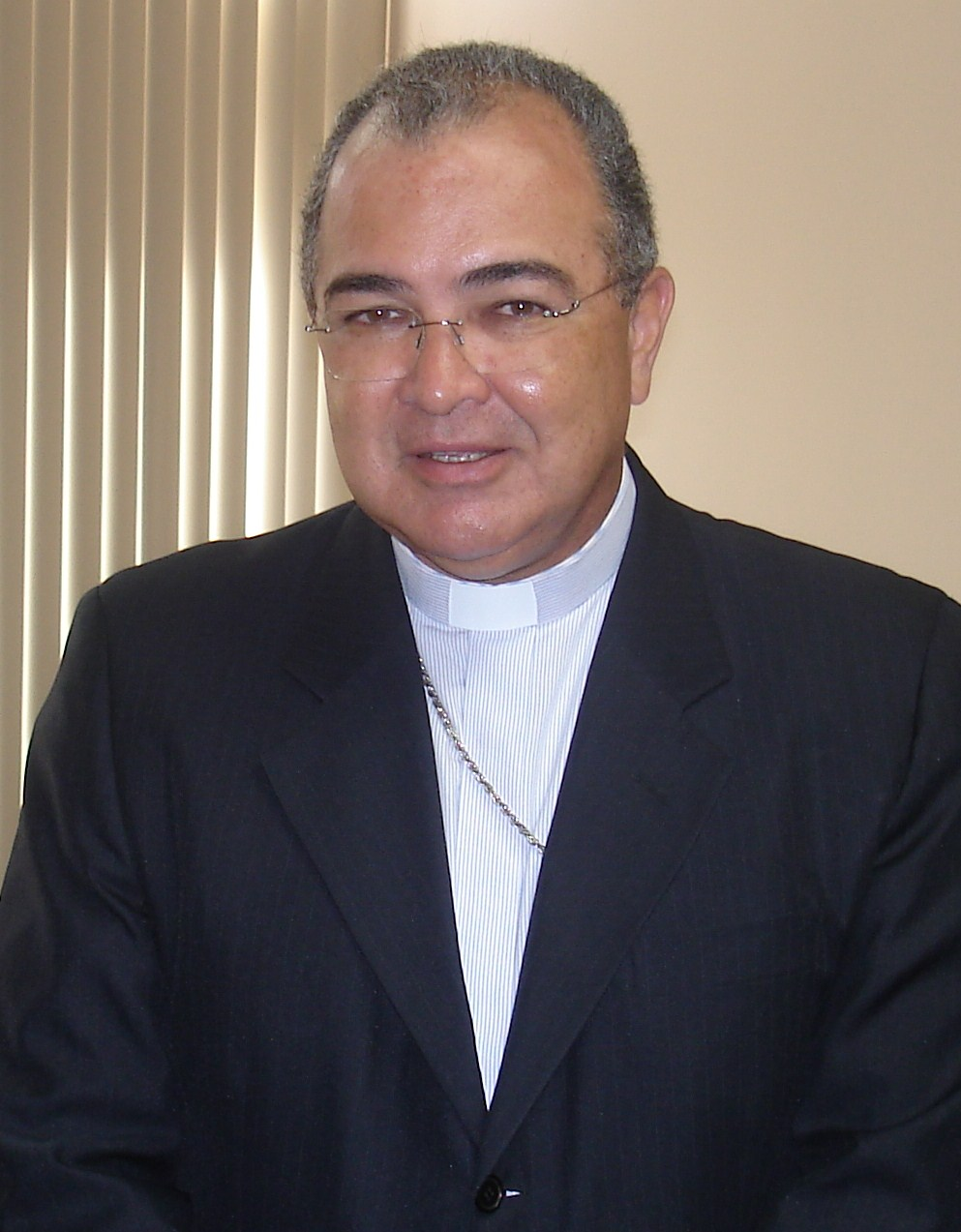
Orani João Tempesta (aout 2006)

- « Ut omnes unum sint » (Afin que tous soit un)